# Argentina en los Juegos Paralímpicos de Vancouver 2010
La participación de Argentina en los Juegos Paralímpicos de Vancouver 2010 fue la primera actuación paralímpica de los deportistas argentinos en los Juegos Paralímpicos de Invierno que se venían realizando de 1976. La delegación argentina presentó 2 deportistas (ambos varones) en esquí alpino paralímpico, que compitieron en el evento de slalom gigante sentado masculino. El mejor resultado lo obtuvo Leonardo Martínez, que clasificó a la ronda final, llegando en la posición 25º. El abanderado fue Juan Ignacio Maggi.

## Esquí alpino paralímpico
| Atletas            | Eventos                        | Final     | Final            | Final            | Final        |
| Atletas            | Eventos                        | Carrera 1 | Carrera 2        | Tiempo total     | Puesto final |
| ------------------ | ------------------------------ | --------- | ---------------- | ---------------- | ------------ |
| Juan Ignacio Maggi | Giant slalom sentado masculino | 4:04.38   | No se clasificó. | No se clasificó. | -            |
| Leonardo Martinez  | Giant slalom sentado masculino | 1:51.49   | 1:51.12          | 3:42.61          | 25           |